# Cine Colombia

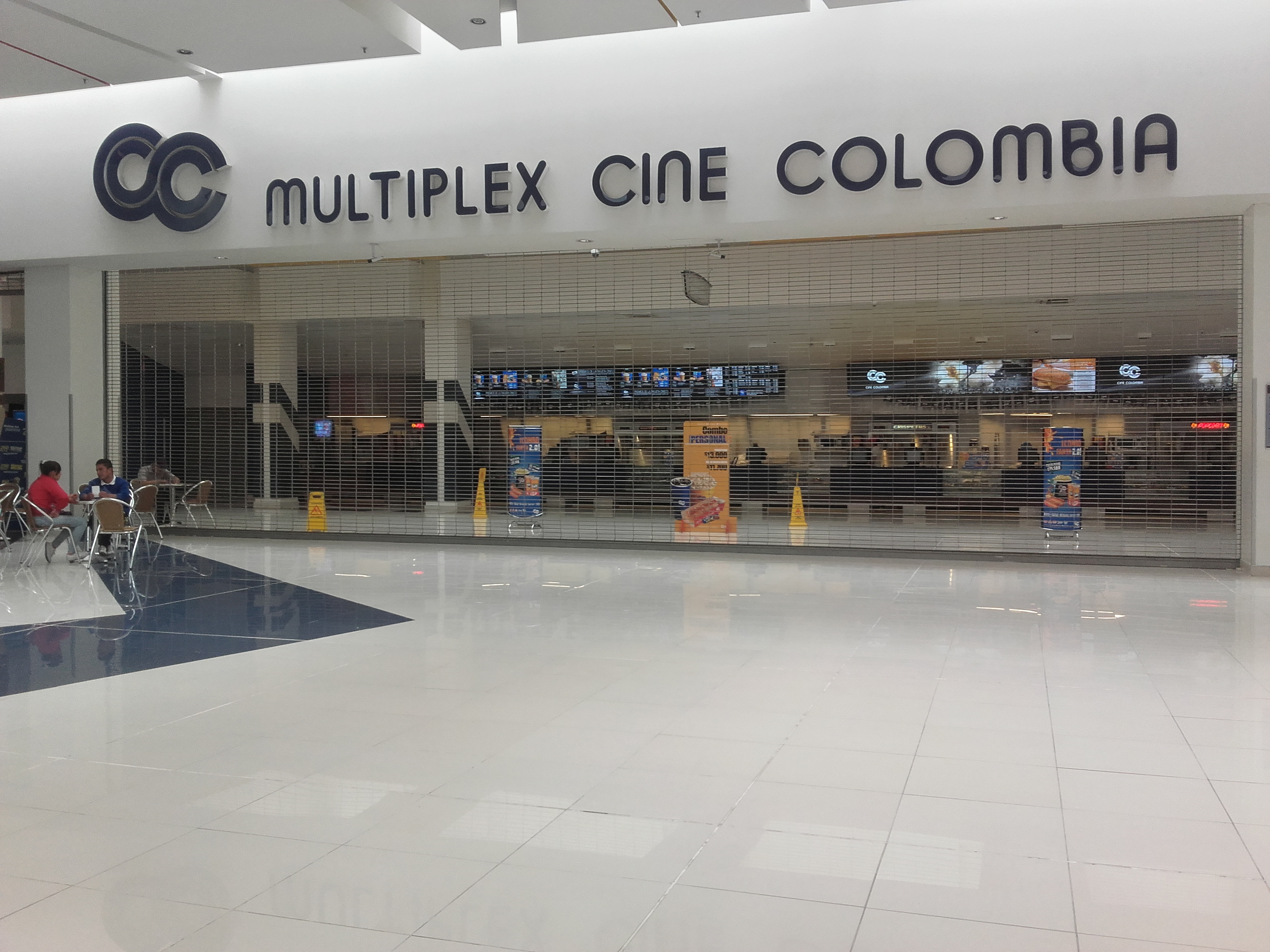
Bogotá

Cine Colombia est une société colombienne exploitant des complexes cinématographiques. Elle a été créée le 7 juin 1927. En 1971, elle a inauguré à Cali le premier multiplexe cinématographique en Colombie. Actuellement, il s'agit de la plus grande chaîne de salles de cinémas en Colombie.

## Filmographie sélective
- 2016 : Frantz de François Ozon